# Cheilotrema
Cheilotrema är ett släkte av fiskar. Cheilotrema ingår i familjen havsgösfiskar.
Kladogram enligt Catalogue of Life:
| Cheilotrema | \| \| Cheilotrema fasciatum \| \| \| \| \| \| Cheilotrema saturnum \| \| \| \| |
|             | \| \| Cheilotrema fasciatum \| \| \| \| \| \| Cheilotrema saturnum \| \| \| \| |
|             | Cheilotrema fasciatum                                                          |
|             |                                                                                |
|             | Cheilotrema saturnum                                                           |
|             |                                                                                |